# Distrito de Mandla
Mandla (en hindi; मंडला जिला) es un distrito de la India en el estado de Madhya Pradesh. Código ISO: IN.MP.ML.
Comprende una superficie de 5 805 km².
El centro administrativo es la ciudad de Mandla.

## Demografía
Según censo 2011 contaba con una población total de 1 053 522 habitantes, de los cuales 528 027 eran mujeres y 525 495 varones.

## Localidades
- Bamhani